# Miguel Ángel Martínez Martínez
Miguel Ángel Martínez Martínez, španski politik, * 30. januar 1940, Madrid.

## Odlikovanja in nagrade
Leta 1993 je prejel srebrni častni znak svobode Republike Slovenije z naslednjo utemeljitvijo: »za zasluge in osebni prispevek k uveljavljanju Republike Slovenije v mednarodnih odnosih in za njeno vključevanje v evropske integracije«.